# Macrophiothrix lorioli
Macrophiothrix lorioli är en ormstjärneart som beskrevs av A.M. Clark 1968. Macrophiothrix lorioli ingår i släktet Macrophiothrix och familjen Ophiothrichidae. Inga underarter finns listade i Catalogue of Life.